# 이레이저 헤드
《이레이저 헤드》(Eraserhead)는 1977년에 개봉된 미국의 초현실주의 영화로서, 데이빗 린치의 장편 데뷔작이다. 데이빗 린치 감독은 미국 영화 연구소에서 영화 일을 시작했다. 미국 영화 연구소에서 후원받은 1만 달러를 가지고 1971년에 로스앤젤레스로 건너가 이레이저 헤드를 만들기 시작한다. 그러나 영화를 완성하기에는 예산이 부족했기에 문을 열고 들어가는 첫 장면까지만 1년 반이 소요됐고, 주연배우 잭 낸스는 이 독특한 헤어스타일을 4년여 동안 고수해야 했다. 데이빗 린치 감독은 예산을 모으기 위해, 여러 가지 잡역을 했고, 친구과 가족들로부터 돈을 끌어 모으기도 했다. 이때 돈을 빌려준 친구 중에는 영화 배우 씨씨 스페이식의 남편미술 감독 잭 피스크도 있었다. 데이빗 린치 감독은 이러한 노고 끝에 5년 만에 영화를 완성시킨다.
이레이저 헤드는 뉴욕 영화제에서 상영이 거절당했고, 첫 상영 당시 관객 수는 단 24명뿐이었다. 영화 평론가와 관객들 사이에서 평이 양분되었고, 소수만이 영화를 지지했다. 이후 소수의 열광적 지지에 힘입어 컬트 영화의 대명사로 인정받으며 유령처럼 세계에 퍼져나갔다. 2004년에는 미국 의회 도서관으로부터 "문화적, 역사적, 미적으로 중요한 작품"이라는 평을 받고 미국 국립영화등기부에 영구 보존되었다. 데이빗 린치 감독은 스스로 "어둡고 기분 나쁜 꿈" 같은 영화라고 평하며, 자신의 가장 영적인 작품이라고 말했다.

## 줄거리
영화의 배경은 산업화된 어느 이름 없는 황량한 도시이다. 헨리 스펜서(잭 낸스)는 휴가 중인 인쇄공이다. 영화는 어느 행성에서 기이한 남자(잭 피스크)가 창문 밖을 보면서 거대한 레버를 만들고 있는 장면에서 시작한다. 그와 동시에, 헨리의 입에서 채찍 모양의 이상한 생물체가 나와 날아간다.
다시 무대는 도시로 돌아온다. 헨리는 식료품 봉지를 든 채 음침한 아파트로 들어간다. 그러던 중, 옆집 여자(주디스 안나 로버츠)를 만난다. 헨리는 그녀로부터 여자친구인 메리 X(샤롯 스튜어트)가 그를 저녁 식사에 초대했다고 전해 듣는다. 헨리는 집으로 들어간다. 날카롭고 이상한 소리 (아마 라디에이터일 것이다)가 끊임없이 들리고, 바닥에는 잘린 나무가 있고, 침대 옆 탁자에는 흙 더미에 심어진 죽은 묘목이 있고, 벽에는 핵폭발 사진이 걸려있다. 하나 밖에 없는 창문으로는 옆 건물의 벽밖에 안 보인다.
그 날 저녁, 헨리는 여자친구 메리의 집에 간다. 메리의 엄마(잔느 베이츠)의 어색한 말투와 메리의 이상한 모습에 헨리는 불안해 한다. 저녁 식사 중 메리의 아빠(알렌 조셉)가 횡성수설하자, 메리의 엄마는 화가 나고, 헨리는 당황한다. 저녁 식사로 나온 닭고기를 건들자, 검은 액체가 쏟아져 나온다. 식사 중의 대화는 부자연스럽고 어색하다. 식사 후, 메리의 엄마는 헨리를 구석으로 몰아넣어 키스를 하려고 한다. 그리고나선 메리가 조산했다고 말한다. 메리는 울면서 그녀가 낳은게 아기인지 아닌지 모른다고 말한다. 메리의 엄마는 아기가 맞으며, 헨리가 메리와 결혼해야할 의무가 있다고 한다.
메리는 아기를 데리고 헨리의 아파트로 이사온다. 아기는 소름끼칠 정도로 기형적이고 비인간적인 형상을 하고 있다. 목은 길고, 눈은 머리 옆 쪽에 있으며, 귀는 없고, 팔다리가 없는 미끈미끈한 몸은 붕대로 싸여있다. 아기는 아무것도 먹지 않고 저녁 내내 기괴하게 운다. 어느 밤, 메리는 끊임없는 울음 소리에 잠을 이루지 못하고 신경질적으로 친정집으로 돌아가버린다. 아기가 조용해지자 헨리는 온도계로 아기의 온도를 재본다. 그러더니 아기의 몸은 염증으로 뒤덮이고, 아기는 숨을 헐떡인다. 아이와 함께 남겨진 헨리는 계속해서 이상한 일들을 겪는다. (영화에는 그 일들에대한 어떠한 부가 설명도 없다). 이를테면 기이한 형상을 한 "라디에이터 속의 여자"(로렐 니어)를 본다던지, 옆집 여자와 성관계를 맺는 일들이 일어난다. 기괴하게 큰 볼을 가진 "라디에이터 속의 여자"는 무대에서 춤을 추며 노래를 부른다. 헨리는 꿈을 꾸는데, 꿈에서 헨리의 머리는 터져서 날아가버리고 머리가 있던 자리에 아기의 머리가 솟아난다. 헨리의 머리는 웅덩이로 떨어진다. 어느 소년이 헨리의 머리를 연필 공장으로 가져간다. 그곳에서 헨리의 머리는 연필 지우개의 재료로 쓰여진다.
꿈에서 깨어난 헨리는 옆집 여자를 찾지만, 그녀는 집에 없다. 아기는 조롱하듯이 낄낄댄다. 잠시 후, 옆집 여자가 어떤 남자를 데리고 집으로 돌아온다. 헨리의 머리는 아기의 머리로 바뀌어있다. 그걸 본 여자는 기겁한다. 실망한 헨리는 다시 집으로 돌아온다. 아기가 다시 울기 시작하자, 헨리는 가위를 찾는다. 그리고선 잠시 망설이다가 조심히 아기의 몸을 감싸고 있는 붕대를 자른다. 그러자 아기의 내장이 보인다. 아기가 고통스러워 하자, 헨리는 겁에 질려 아기의 내장을 가위로 찌른다. 아기는 죽기는커녕 고통에 떨며 경련을 일으킨다. 헨리는 도망친다. 아기의 내장에서 이상한 액체가 쏟아져 나온다. 그리곤 이내 거품이 아기의 몸을 뒤덮는다. 헨리는 겁에 질려 그 모습을 본다. 아기의 목은 영화의 시작부에서 나온 채찍 모양의 생명체처럼 길어진다. 거대해진 머리는 헨리에게 접근해온다. 전기가 나가고, 거대한 머리는 "행성"으로 바뀐다. 행성의 구멍으로 얼굴이 불타고 있는 한 남자가 보인다. 마지막 장면에서, 헨리는 "라디에이터 속의 여자"를 껴안는다. 백색 소음이 커지고 화면이 암전되면서 영화는 끝난다.

## 출연진
| 배우               | 배역                             |
| ------------------ | -------------------------------- |
| 잭 낸스            | 헨리 스펜서                      |
| 샤롯 스튜어트      | 메리 X (헨리 스펜서의 여자 친구) |
| 알렌 조셉          | 메리의 아빠                      |
| 잔느 베이츠        | 메리의 엄마                      |
| 주디스 안나 로버츠 | 옆집 여자                        |
| 로렐 니어          | 라디에이터 속의 여자             |
| 잭 피스크          | 행성 속의 남자                   |

## 같이 보기
- 컬트 영화
- 초현실주의